# 흑기연맹
흑기연맹(黑旗聯盟)은 일제강점기의 사회운동단체, 아나키즘단체, 독립운동단체이다. 1923년 일본천황폭살미수사건 관련자 홍진유(洪鎭裕)·서상경(徐相庚) 등은 예심에서 석방된 뒤 귀국하여 신영우(申榮雨)·서정기(徐廷夔)·한병희(韓昞熙)·이복원(李復遠)·서천순(徐千淳)·이창식(李昌植)·곽철(郭徹)·이기영(李基永) 등을 동지로 규합하여 1924년 12월부터 흑기연맹의 조직을 추진하였다.
1925년 5월 초 흑기연맹은 일제 경찰에 의하여 탐지되어 일제히 검거되었다. 같은 해 10월 28일 『동아일보』에 의하면 「조직 전에 검거된 흑기연맹, 초유(初有)의 아나키스트공판」이라는 표제하에 이 사건의 공판을 보도하고 있다. 흑기연맹원 피고 10명에게 각각 1년형이 선고되었다.